# HOXC4
HOXC4 (англ. Homeobox C4) – білок, який кодується однойменним геном, розташованим у людей на короткому плечі 12-ї хромосоми. Довжина поліпептидного ланцюга білка становить 264 амінокислот, а молекулярна маса — 29 811.
| 10         |  | 20         |  | 30         |  | 40         |  | 50         |
| ---------- |  | ---------- |  | ---------- |  | ---------- |  | ---------- |
| MIMSSYLMDS |  | NYIDPKFPPC |  | EEYSQNSYIP |  | EHSPEYYGRT |  | RESGFQHHHQ |
| ELYPPPPPRP |  | SYPERQYSCT |  | SLQGPGNSRG |  | HGPAQAGHHH |  | PEKSQSLCEP |
| APLSGASASP |  | SPAPPACSQP |  | APDHPSSAAS |  | KQPIVYPWMK |  | KIHVSTVNPN |
| YNGGEPKRSR |  | TAYTRQQVLE |  | LEKEFHYNRY |  | LTRRRRIEIA |  | HSLCLSERQI |
| KIWFQNRRMK |  | WKKDHRLPNT |  | KVRSAPPAGA |  | APSTLSAATP |  | GTSEDHSQSA |
| TPPEQQRAED |  | ITRL       |  |            |  |            |  |            |

A: Аланін

C: Цистеїн

D: Аспарагінова кислота

E: Глутамінова кислота

F: Фенілаланін

G: Гліцин

H: Гістидин

I: Ізолейцин

K: Лізин

L: Лейцин

M: Метіонін

N: Аспарагін

P: Пролін

Q: Глутамін

R: Аргінін

S: Серин

T: Треонін

V: Валін

W: Триптофан

Кодований геном білок за функцією належить до білків розвитку. 
Задіяний у таких біологічних процесах, як транскрипція, регуляція транскрипції. 
Білок має сайт для зв'язування з ДНК. 
Локалізований у ядрі.